# Festival Cultural Juabense
O Festival Cultural Juabense é um evento cultural-econômico que ocorre no município de Cametá no último final de semana do mês de julho. É um dos mais tradicionais festivais realizados no Estado do Pará que aborda religiosidade, folclore e contos da região.

## Manifestações artísticas
O festival reúne diversas manifestações artísticas vinculadas à tradição folclórica local, incluindo artes plásticas, dança, música, poesia e teatro. A organização do Festival de Cultura Juabense visa promover e preservar a cultura local através do entretenimento e lazer, com participação da população do município e visitantes. A celebração é organizada ao longo do ano e ocorre em uma estrutura montada na Praça São José, com espaço para contação de histórias e alimentação.
Constam entre as atrações do festival: 
- Dança do Xôte Juabense
- Dança do Boto
- Bicharada do Juaba
- Cordão da Bicharada
- Engole Cobra
- Dança do Açaí
- Apresentação e organização por Assis Aragão
- Dança dos Negros
- Dança Portuguesa

Além das apresentações de danças e de contos folclóricos, que ocorrem em geral no palco principal do festival, há apresentações de instrumentos rústicos de percussão, como viola, reco-reco, tambor e cuíca.

## Cultura e meio ambiente
Com a participação de membros da comunidade local, o festival promove a preservação de suas manifestações culturais como forma de integração da região com sua população .
A temática do festival é caracterizada por apresentações que tratam da preservação da natureza, com destaque para as espécies de fauna e flora da região amazônica e o seu convívio na vida do município.

## Economia

### Venda de produtos
Além de contar com a venda de produtos alimentícios, o festival já ofereceu produtos têxteis da coleção de produtos exclusivos para comercialização, como bonés, camisetas masculinas e blusas femininas .

### Rede hoteleira
O festival estimula a rede hoteleira local por atrair turistas que precisam de alojamento durante o evento. 

## O festival na pandemia
Por conta da pandemia de COVID-19, a edição de 2021 do Festival Cultural Juabense ocorreu com transmissão simultânea em redes sociais, disponibilizada gratuitamente, além da divulgação de diversos conteúdos que estão relacionados ao festival e todo corpo de manifestações culturais vivenciadas na Vila de Juaba, um dos principais núcleos culturais do município de Cametá.